# Daniela Larreal
Daniela Greluis Larreal Chirinos, née le 2 octobre 1973 à Maracaibo et morte le 11 août 2024 à Las Vegas, est une coureuse cycliste vénézuélienne.
Spécialiste de la vitesse sur piste, elle participe à cinq Jeux olympiques (1992, 1996, 2000, 2004 et 2012). Son père était également un pistard, spécialiste de la vitesse.

## Repères biographiques
En 2006, absente aux XXe Jeux d'Amérique centrale et des Caraïbes, elle se distingue lors des Jeux sud-américains, où elle remporte trois médailles d'or, dominant, à chaque fois, la Colombienne Diana García. 
À l'issue des XXIe Jeux d'Amérique centrale et des Caraïbes qui se sont déroulés à Mayagüez en 2010, Daniela Larreal est devenue le cycliste le plus titré de l'histoire de ces Jeux. Avec huit titres (et pas moins de 14 médailles), elle devance désormais l'ancien recordman Martín Emilio Rodríguez. 
En octobre 2011, elle fait partie de la sélection nationale de cyclisme sur piste vénézuélienne aux XVIe Jeux panaméricains de Guadalajara. Elle remporte deux médailles d'or et une d'argent qui, associées aux succès d'Hersony Canelón, permettent au Venezuela de finir en tête au tableau des médailles. Lors des qualifications de la vitesse individuelle, elle bat le record panaméricain du 200 mètres lancé. En 10 s 995, elle bat le temps de 11 s 153 établi, par la Canadienne Tanya Dubnicoff, lors des Jeux panaméricains de Winnipeg en 1999.
Daniela Larreal annonce son retrait de la compétition à l’issue des Jeux de Londres. Touchée par la défaite de ses compatriotes aux Jeux bolivariens, elle reprend l'entraînement en novembre 2013, avec l'objectif de reprendre le chemin des compétitions. Quatre mois plus tard, elle se retrouve à la tête de la délégation vénézuélienne de cyclisme sur piste aux Jeux sud-américains. Le mardi 11 mars, elle dispute la vitesse individuelle. Bien que deuxième des qualifications, elle décroche le titre, à l'issue d'un duel très serré, avec la Colombienne Juliana Gaviria, puisqu'il lui faut trois manches pour s'imposer.
Elle met un terme à sa carrière cycliste après avoir échoué à se qualifier pour les Jeux de Rio. Elle rejoint le parti d'opposition Voluntad popular, à son arrivée à Miami, en décembre 2016. Sur son compte twitter, elle lance de dures attaques contre le régime en place au Venezuela, alors qu'elle a longtemps soutenu Hugo Chávez. Se déclarant menacée pour ses prises de position et la dénonciation de la corruption dans la fédération vénézuélienne de cyclisme, elle demande l'asile politique aux États-Unis.
Elle s'installe ensuite à Las Vegas où elle travaille comme chauffeuse de taxi. Absente de son travail depuis le 12 août, elle est retrouvée morte le 15 août 2024 dans sa chambre d'hôtel, probablement par étouffement, de la nourriture ayant été retrouvée dans sa trachée,.

## Palmarès sur piste

### Jeux olympiques
- Barcelone 1992
  - Éliminée au repêchage (ou troisième tour) de la vitesse individuelle[15].

- Atlanta 1996
  - Éliminée au repêchage des huitièmes de finale de la vitesse individuelle[16].
  - 15e de la course aux points[17].

- Sydney 2000
  - 8e de la vitesse individuelle[18] (éliminée en quarts de finale[19]).
  - 10e du 500 m[20].

- Athènes 2004
  - Quart de finaliste de la vitesse individuelle[21].

- Londres 2012
  - 9e du keirin
  - 10e de la vitesse par équipes (avec Mariaesthela Vilera)
  - 16e de la vitesse individuelle

### Championnats du monde
- Bogota 1995
  - 15e du 500 mètres[22].
  - 21e de la vitesse individuelle (éliminée au tour qualificatif)[23].

- Berlin 1999
  - Éliminée au repêchage du premier tour de la vitesse individuelle[24].

- Anvers 2001
  - 12e de la vitesse individuelle[25] (éliminée au repêchage des 1/8e de finale[26]).

- Ballerup 2002
  - Septième du keirin[27] (éliminée au repêchage du premier tour[28]).

- Stuttgart 2003
  - Cinquième de la vitesse individuelle[29] (éliminée en quarts de finale[30]).
  - Septième du keirin[31] (éliminée au deuxième tour[32]).

- Melbourne 2004
  - 11e de la vitesse individuelle[33] (éliminée au repêchage des 1/8e de finale[34]).

- Melbourne 2012
  - 11e de la vitesse par équipes (éliminée au tour qualificatif)[35].
  - 12e de la vitesse individuelle[36] (éliminée au repêchage des 1/8e de finale[37]).
  - 21e du keirin[38] (éliminée au repêchage du premier tour[39]).

### Coupe du monde
- 1996
  - 3e du 500 m à Cali
  - 3e de la course aux points à Cali
- 1997
  - 2e du 500m à Quatro Sant'Elana
  - 3e du 500m à Cali
  - 3e de la course aux points à Fiorenzuola
- 2002
  - 3e du keirin à Cali
- 2003
  - Classement général de la vitesse[40]
- 2004
  - 3e du keirin à Manchester
- 2006-2007
  - 1re du keirin à Los Angeles
- 2011-2012 
  - 3e du keirin à Pékin

### Jeux panaméricains
- Saint-Domingue 2003
  -  Médaillée d'argent du keirin
  -  Médaillée d'argent de la vitesse
- Guadalajara 2011
  -  Médaillée d'or du keirin
  -  Médaillée d'or de la vitesse par équipes
  -  Médaillée d'argent de la vitesse

### Jeux sud-américains
- Curitiba 2002
  -  Médaillée d'or du 500 m[41]
- Mar del Plata 2006
  -  Médaillée d'or du 500 m[42]
  -  Médaillée d'or de la vitesse[43]
  -  Médaillée d'or du keirin[42]
- Santiago 2014
  -  Médaillée d'or de la vitesse individuelle
  -  Médaillée d'or de la vitesse par équipes (avec María Esthela Vilera)
  -  Médaillée d'argent du keirin

### Jeux d'Amérique centrale et des Caraïbes
| - Mexico 1990 - Médaillée d'argent de la vitesse - Ponce 1993 - Médaillée d'argent de la vitesse - Médaillée d'argent de la course aux points - Maracaibo 1998 - Médaillée d'or de la vitesse - Médaillée d'argent du 500 m - Médaillée de bronze de la course aux points | - San Salvador 2002 - Médaillée d'or de la vitesse - Médaillée d'or du keirin - Médaillée d'or du scratch - Médaillée d'argent du 500 m - Mayagüez 2010 - Médaillée d'or du 500 m - Médaillée d'or de la vitesse - Médaillée d'or du keirin - Médaillée d'or de la vitesse par équipes | - Veracruz 2014 - Médaillée d'argent du keirin - Médaillée de bronze de la vitesse par équipes - Huitième de la vitesse individuelle |

### Championnats panaméricains
- Puerto La Cruz 1996
  -  Médaillée d'or de la vitesse individuelle.
  -  Médaillée d'or de la course à l'élimination.
  -  Médaillée d'argent du 500 m.
- Bucaramanga 2000
  -  Médaillée d'or du 500 m.
  -  Médaillée d'argent de la vitesse individuelle.
- Medellín 2001
  -  Médaillée d'or  de la vitesse individuelle.
  -  Médaillée d'argent du 500 m.
- Mar del Plata 2005
  -  Médaillée d'or du keirin.
- Aguascalientes 2010
  -  Médaillée d'argent du keirin.
  -  Médaillée de bronze de la vitesse individuelle.
  - Cinquième du 500 m[48].
- Medellín 2011
  -  Médaillée d'argent de la vitesse par équipes.
  -  Médaillée de bronze de la vitesse individuelle.
- Mar del Plata 2012
  -  Médaillée d'or de la vitesse par équipes.
- Aguascalientes 2014
  -  Médaillée d'argent de la vitesse par équipes (avec María Esthela Vilera).
  -  Médaillée de bronze du keirin.
  -  Médaillée de bronze de la vitesse individuelle.

## Palmarès sur route
- 2001
  - 3e du championnat du Venezuela sur route